# Пентасульфид дикалия
Пентасульфид дикалия — бинарное неорганическое соединение
калия и серы
с формулой K2S5,
оранжевые кристаллы.

## Получение
- Реакция стехиометрических количеств чистых веществ в жидком аммиаке:

{\displaystyle {\mathsf {2K+5S\ {\xrightarrow {T,P}}\ K_{2}S_{5}}}}

## Физические свойства
Пентасульфид дикалия образует оранжевые кристаллы
тетрагональной сингонии, пространственная группа P 212121, параметры ячейки a = 0,6600 нм, b = 1,7414 нм, c = 0,6494 нм, Z = 4.
Соединение конгруэнтно плавится при температуре 211 °C (206 °C).